# Kříž u Velelib
Litinový kříž se nalézá u silnice vedoucí z vesnice Veleliby do obce Dvory v okrese Nymburk, asi 600 m jihozápadně od centra Velelib.

## Popis
Černě natřený litinový kříž se zlaceným korpusem Krista je zasazen do nízkého pískovcového podstavce. Byl postaven roku 1890 na náklady vlastníka zdejšího velkostatku, což dokládá latinský nápis na čelní straně podstavce „LEOPOLDUS BOHUMULUS EX COMITIBUS DE THUN HOHENSTEIN EREXIT MDCCCLXXXX“. Kříž byl opraven v letech 1934 a 1991.

## Galerie

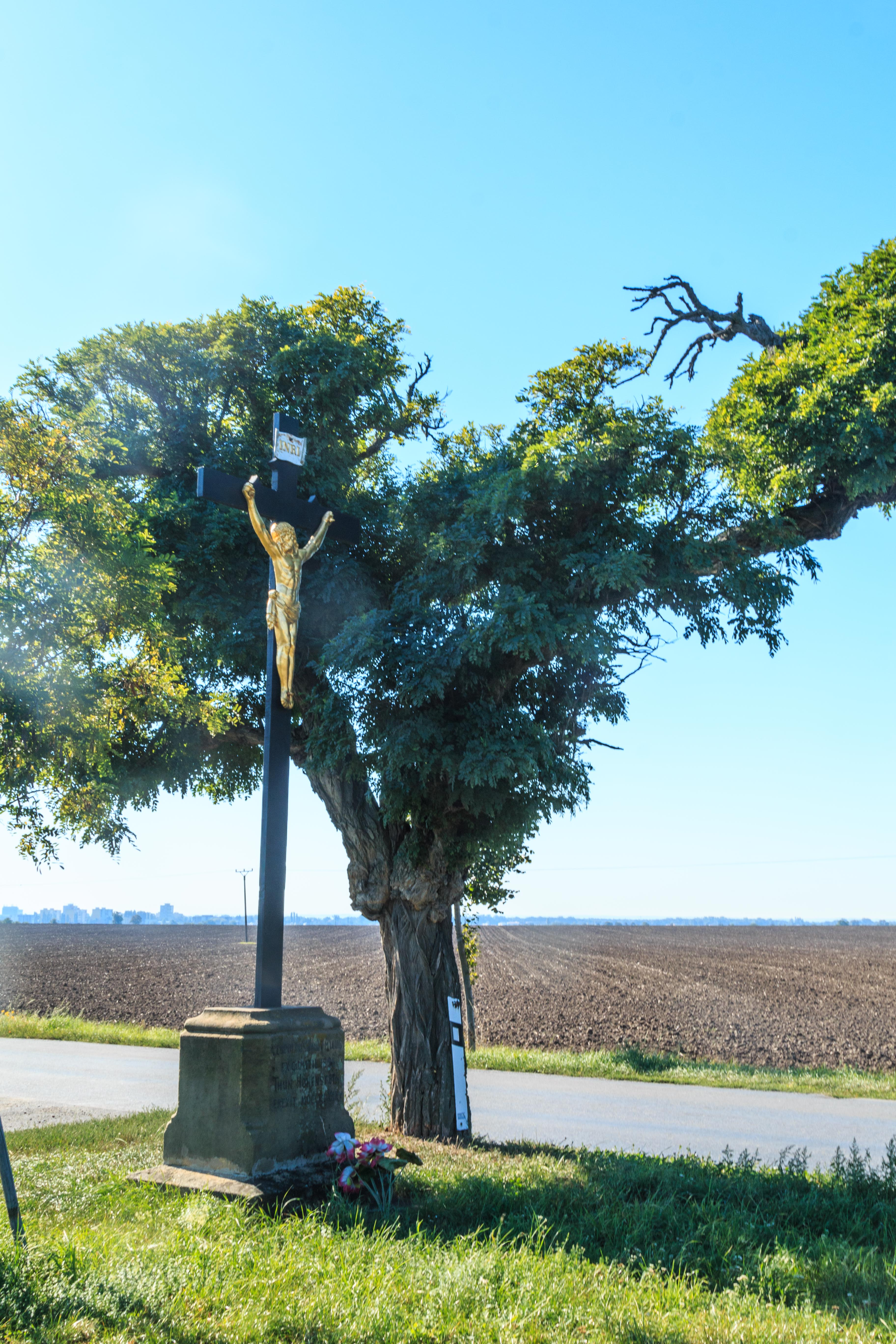
Kříž u Velelib
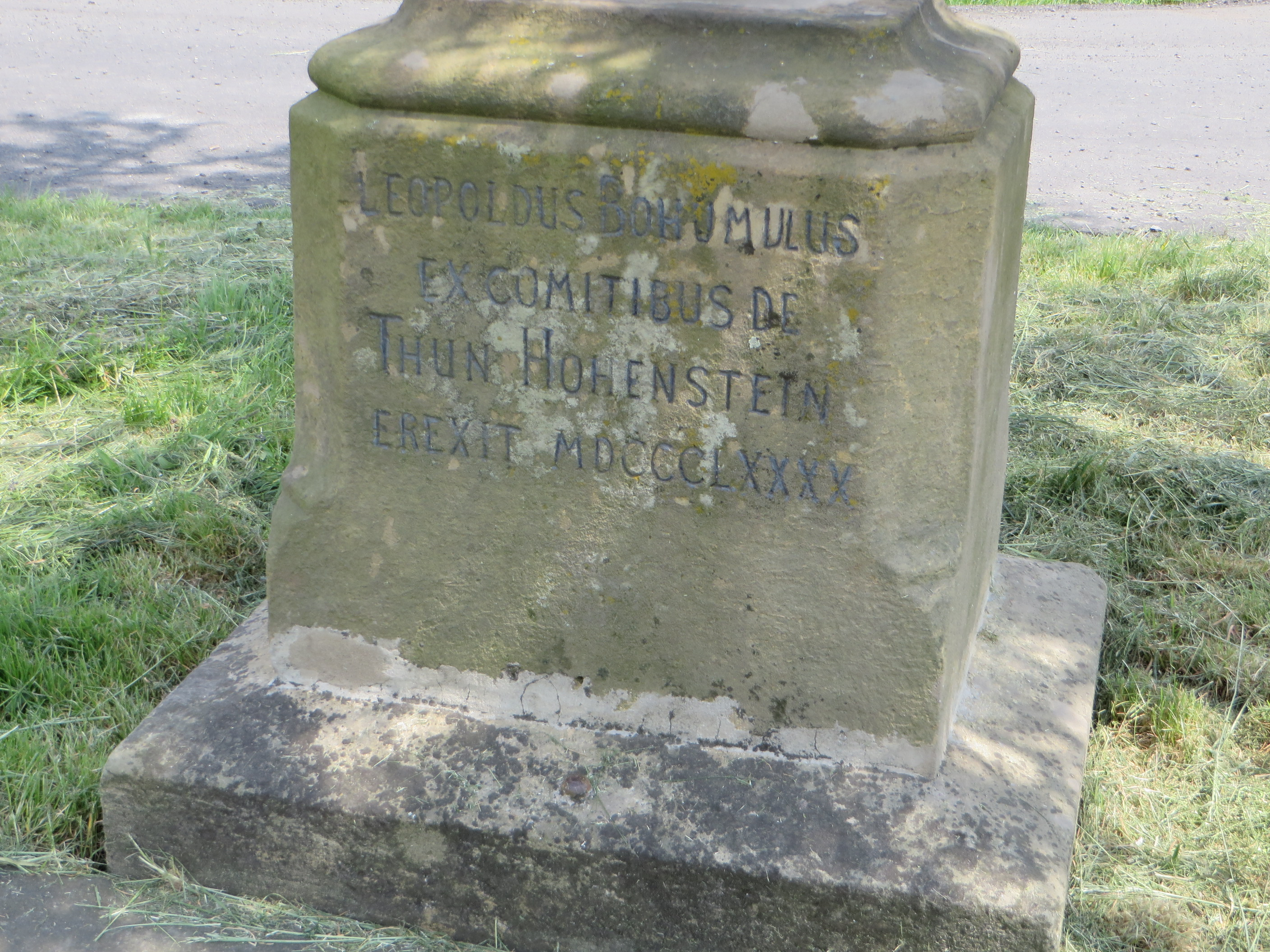
Podstavec kříže s latinským nápisem
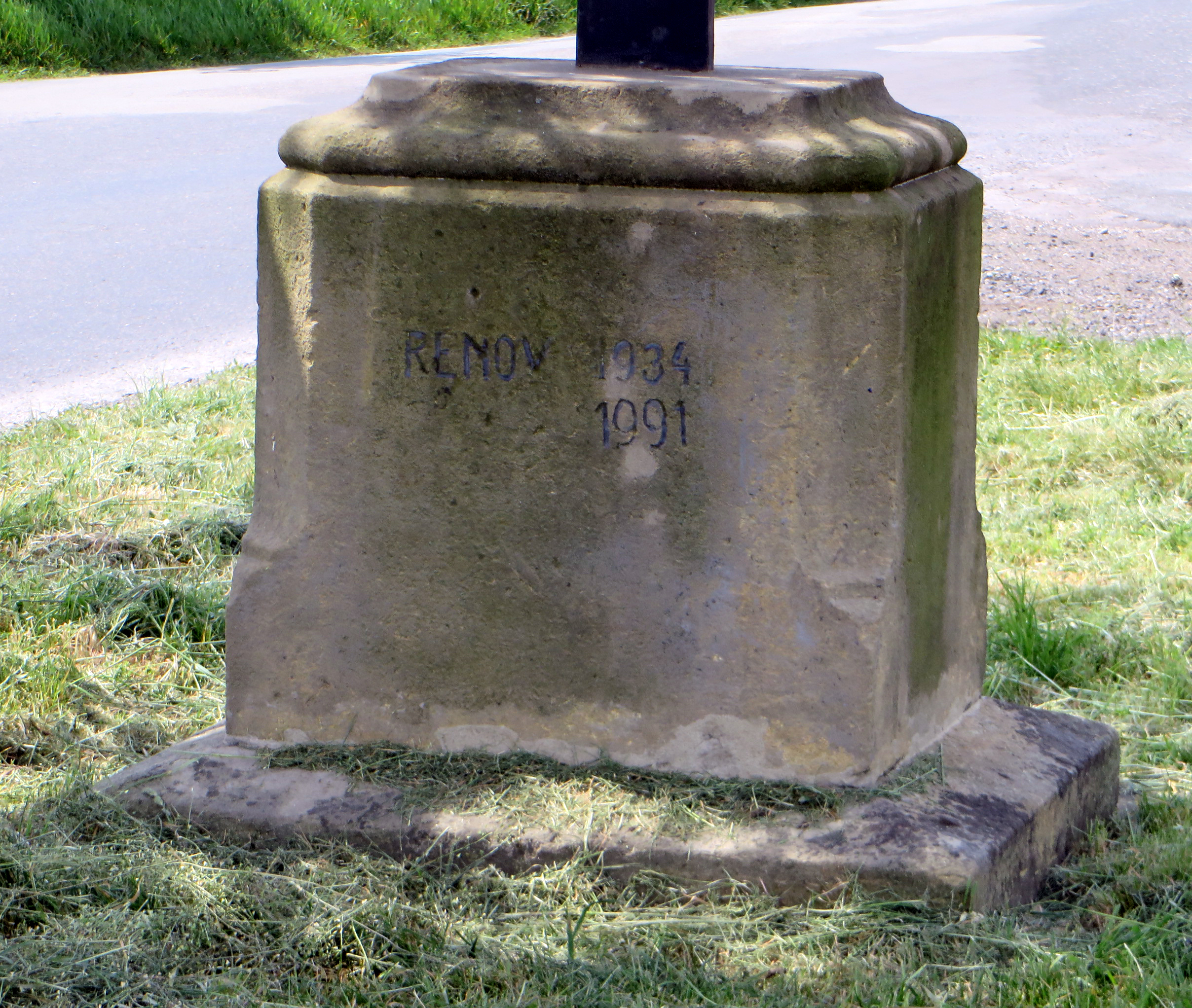
Podstavec kříže s údaji o renovacích